# Književnost u 1910.
◄◄ | ◄ | 1907. | 1908. | 1909. | 1910.  | 1911. | 1912. | 1913. | ► | ►►
Arhitektura • Astronomija • Biologija • Film • Fotografija • Glazba • Kazalište • Kemija • Kiparstvo • Knjige • Književnost • Kršćanstvo • Meteorologija • Medicina • Planinarstvo • Politika • Pravo • Promet • Slikarstvo • Strip • Šport • Televizija • Znanost • Zrakoplovstvo • Željeznički promet
Književnost u 1910.

## Svijet

### Književna djela
- Gertrud Hermanna Hessea

### Nagrade i priznanja
- Nobelova nagrada za književnost:

### Smrti
- 21. travnja – Mark Twain, američki književnik (* 1835.)
- 7. studenog – Lav Nikolajevič Tolstoj, ruski grof, književnik i mislilac (* 1828.)

## Hrvatska i u Hrvata

### Smrti
- 30. lipnja – Ivan Trnski, hrvatski književnik, prevoditelj i zagonetač  (* 1819.)
- 8. kolovoza – Janko Polić Kamov, hrvatski pjesnik, pripovjedač, esejist, putopisac, književni kritičar, publicist, prevoditelj i dramatičar (* 1886.)
- 16. studenog – Ivan Kozarac, hrvatski književnik, romanopisac, pisac pripovjedaka i pjesnik (* 1885.)

## Vanjske poveznice
|  | Zajednički poslužitelj ima još gradiva o temi Književnost u 1910. |